# Rättegången (TV-serie)
Rättegången, är en svensk dokumentärserie som hade premiär på SVT Play den 8 januari 2025. Första säsongen består av sex avsnitt.

## Handling
Serien kretsar kring juristen och författaren Jens Lapidus som följer spelet i rättssalen i sex kända fall. Bland fallen har tittar närmare på kan nämnas Mordet på Årstabron och Fallet Jeanette.

## Avsnitt
| Avsnitt | Avsnittets titel      | Sändes             |
| ------- | --------------------- | ------------------ |
| 1       | "Mordet på Årstabron" | 8 januari 2025     |
| 2       | "Fallet Jeanette"     | 15 januari 2025    |
| 3       | "Polisgreppet"        | 22 januari 2025    |
| 4       | "Mordet i Almedalen"  | 29 januari 2025    |
| 5       | "Hedersmordet"        | 5 februari 2025    |
| 6       | Avsnitt sex           | Har ej sänts ännu. |

## Medverkande (i urval)
- Jens Lapidus